# The Old Guard 2
The Old Guard 2 är en amerikansk actionthrillerfilm som hade premiär på strömningstjänsten Netflix den 2 juli 2025. Filmen är regisserad av Victoria Mahoney efter ett manus skrivet av Leandro Fernandez, Greg Rucka och Sarah L. Walker. Filmen är en uppföljare till The Old Guard från 2020.

## Handling
Filmen handlar om Andy och hennes team av odödliga krigare som återvänder för att skydda mänskligheten från en ny fiende som hotar deras existens.

## Rollista (i urval)
- Charlize Theron – Andy
- KiKi Layne – Nile Freeman
- Marwan Kenzari – Joe
- Luca Marinelli – Nicky
- Matthias Schoenaerts – Booker
- Vân Veronica Ngô – Quỳnh
- Chiwetel Ejiofor – James Copley
- Uma Thurman
- Henry Golding